# Diferencijalni stroj
Diferencijalni stroj je mehaničko računalo dizajnirano za automatsko izračunavanje tablica polinoma i ostalih funkcija aproksimiranih polinomima kao što su logaritamske i trigonometrijske funkcije.

## Povijest
Ideju za takav stroj razvio je J. H. Müller, inženjer u hessenskoj vojsci, u knjizi tiskanoj 1786. godine, ali nije mogao naći sredstva za nastavak. Charles Babbage je 1822. godine preporučio izradu stroja društvu Royal Astronomical Society referatom "Note on the application of machinery to the computation of very big mathematical tables". Njegov se stroj koristio dekadskim brojevnim sustavom, a pokretao se okretanjem ručice. Britanska vlada je isprva financirala projekt, ali se povukla kada je Babbage tražio sve više novca, a nije bilo nekog napretka u izradi. Stroj nije dovršen, a Babbage se primio dizajna analitičkog stroja. Kasnije je ponudio tzv. "Diferencijalni stroj br. 2".